# زمزريق
الأُرْجُوَان (من الفارسية: اَرْغَوَانْ) أو الزَّمْزَرِيق أو الخَزْرِيق أو الشَّزْرِيق (باللاتينية: Cercis spp) جنس نباتي يتبع الفصيلة البقولية ويحوي عدة أنواع أهمها في الوطن العربي الزمزريق الأثيبي.

## من أنواعه
- الزمزريق الأثيبي (باللاتينية: Cercis siliquastrum)

## أصل التسمية
أول ظهور لكلمة أرجوان كان في اللغة السنسكريتية، أرجافان، أرجا (أحمرار) وفان (أداة النسبة)، ومنها إلى الأشورية البابلية بلفظة أرجامان. وفي الفينقية أرجون، والعبرية أرجوان، والآرامية أرجونان، والسريانية أرجوانو، والفارسية أرغوان، والعربية أرجوان.